# Reinventing the Steel
Reinventing the Steel je deváté a zároveň poslední album americké metalové band Pantera vydáné labelem EastWest Records 21. března 2000. Na Albu hostuje Kerry King ze skupiny Slayer. Na album je také cover od Black Sabbath na píseň "Hole in the Sky." Též také v době Reinventing Sessions kapela nahrála písně "Avoid the Light" (pro film Dracula 2000 či Heavy Metal 200) a "Immortaly Insane" pro Texaský masakr motorovou pilou.

## Seznam skladeb
Autory všech skladeb jsou Phil Anselmo, Dimebag Darrell, Rex Brown a Vinnie Paul.
| Pořadí         | Název                                | Autor               | Délka |
| -------------- | ------------------------------------ | ------------------- | ----- |
| 1.             | Hellbound                            |                     | 2:41  |
| 2.             | Goddamn Electric                     |                     | 4:56  |
| 3.             | Yesterday Don't Mean Shit            |                     | 4:19  |
| 4.             | You've Got to Belong to It           |                     | 4:13  |
| 5.             | Revolution Is My Name                |                     | 5:15  |
| 6.             | Death Rattle                         |                     | 3:17  |
| 7.             | We'll Grind That Axe for a Long Time |                     | 3:44  |
| 8.             | Uplift                               |                     | 3:45  |
| 9.             | It Makes Them Disappear              |                     | 6:21  |
| 10.            | I'll Cast a Shadow                   |                     | 5:22  |
| 11.            | Hole in the Sky (bonus)              | Black Sabbath cover | 4:17  |
| Celková délka: | Celková délka:                       | Celková délka:      | 43:53 |

## Sestava
- Phil Anselmo – zpěv
- Dimebag Darrell – kytary, doprovodné vokály
- Vinnie Paul – bicí, doprovodné vokály
- Rex Brown – bass, doprovodné vokály

### Host
- Kerry King – outro kytara v písni "Goddamn Electric"